# Железнодорожный переулок (Ижевск)
Железнодоро́жный переу́лок — переулок в Первомайском районе города Ижевск.
Проходит на восток от реки Иж вдоль Воткинской железнодорожной линии. Нумерация домов — от реки Иж.

## История
В 1915 году началось строительство железной дороги Ижевск — Воткинск. Путь железной дороги был проложен по южной окраине Ижевского завода (раннее название города, не путать с территорией самого завода). Так новая линия задала контур будущего переулка. Сам переулок был образован в 1931 году по мере застройки юга Ижевска. Своё современное название получил по расположению вдоль железной дороги.
В 1952 году в конце переулка была открыта железнодорожная станция Позимь.

## Расположение
Железнодорожный переулок находится на юге Ижевска, в Первомайском административном районе города, на границе жилых районов Южный, Воткинский и Позимь.
Переулок начинается на левом берегу реки Иж и проходит под путепроводом улицы Карла Маркса. С улицей Карла Маркса организована двухуровневая транспортная развязка. После путепровода переулок следует далее на восток вдоль Воткинской линии.
С северной стороны примыкают: Речная улица, Бригадная улица, Красная улица, Квартальный проезд, улица Вадима Сивкова, Красноармейская улица, улица Жечева, проезд Жечева, улица Свободы, Пушкинский проезд, Пушкинская улица, Революционный переулок, Революционная улица, улица Коммунаров, Подгорный переулок, Удмуртская улица, улица Володарского, улица Воровского, проезд Дзержинского, Мельничная улица.
С южной стороны примыкают: улица Пугачёва, переулок Пугачёва, улица Степана Разина, Партизанская улица, улица Руднева, улица Станиславского, улица Щедрина, Комбинатная улица, проезд и улица Мурмана, проезд и улица Седова, проезд и улица Обнорского, Байкальский проезд, Байкальская улица, проезд и улица Арсена, Дунайская улица, улица Гусева, Торфяной переулок, Торфяная улица, Армейская улица, Линейный переулок.

## Примечательные здания и сооружения
По нечётной стороне
По чётной стороне
- № 2 — Удмуртское отделение Всероссийского добровольного пожарного общества (ВДПО)
- № 32 — кафе «София»

## Транспорт

### Автомобильный транспорт
Железнодорожный переулок имеет важное транспортное значение, соединяя центр города с жилыми районами Воткинский и Позимь. Ширина проезжей части — 2 полосы (от Красноармейской / Партизанской улицы до контейнерной площадки станции Позимь).

### Городской общественный транспорт
По переулку проходят маршруты городских автобусов № 15 и 15к (от Красноармейской улицы до Армейской улицы и обратно). Вдоль переулка расположены остановки общественного транспорта: «Школа», «Улица Седова», «Улица Гусева».

### Железнодорожный транспорт
Вдоль переулка проходит железнодорожная линия, по которой курсируют пригородные поезда, соединяющие Ижевск с Воткинском. Остановка пригородных поездов расположена ближе к концу переулка — на станции Позимь.